# Nova Vas (Kršan)
Nova Vas is een plaats in de gemeente Kršan in de Kroatische provincie Istrië. De plaats telt 74 inwoners (2001).